# RUSSOFT
RUSSOFT, con sede en San Petersburgo, es una asociación de empresas de software de Rusia, Ucrania y Bielorrusia. Fue fundada el 9 de septiembre de 1999 y se ha fusionado con el Consorcio Fort-Ross en mayo de 2004. Hoy Russoft une más de 80 empresas con más de 7000 programadores e ingenieros de software con licenciaturas en Tecnología e Informática.
Al igual que NASSCOM India, Russoft fue creado para representar a las empresas rusas de desarrollo de software en el mercado global, para mejorar la comercialización y las actividades de relaciones públicas de sus miembros, y ejercer presión sobre sus intereses en los gobiernos de sus países.
Los miembros de Russoft son empresas que cumplen ciertos requisitos de tamaño y experiencia y pagan una cuota anual. Las compañías pueden ser miembros plenos o asociados.
Russoft es una parte de la asociación rusa de la industria de la información y de la computadora (APKIT) donde desempeña el papel del desarrollo y de la exportación del software. 
Ser parte de APKIT mejora las habilidades de Russoft para presionar al gobierno para que apoye a la industria de TI.
Desde 2001, en junio de cada año, RUSSOFT ha organizado R.O.S.S. - o la "Russian Outsourcing and Software Summit" - en San Petersburgo.